# Hans Bremer (Maler)
Hans Erich Walter Bremer (* 25. Februar 1885 in Berlin; † 27. April 1959 ebenda) war ein deutscher Maler und Grafiker.

## Leben
Hans Bremer war ein Sohn des Ingenieurs Richard Bremer (* 1854) und dessen Frau Anna, geb. Goltze (* 1855). Der Vater war um 1900 Dirigent der städtischen öffentlichen Beleuchtung (Direktor der Gaswerke). Bremer legte 1903 sein Abitur am Berliner Lessing-Gymnasium ab. Von Oktober 1903 bis September 1913 studierte er an der Staatlichen Hochschule der Bildenden Künste Berlin. 1903 wurde er im Corps Vandalia Berlin recipiert. Von 1907 bis 1913 war er Schüler in der Landschaftsklasse von Friedrich Kallmorgen. 1911 erhielt er den „Italienpreis“ der Akademie, der ihm einen Aufenthalt in Rom in der Villa Strohl-Fern ermöglichte. Zeitweilig war er Gast der Willingshäuser Malerkolonie, die sich um Adolf Lins, Hugo Mühlig und weitere Maler wie Ernst Wichert, Walter Courtois (1886–1914) und Walther Hoeck gebildet hatte und malte auch im hessischen Malerwinkel Röllshausen in der Schwalm.
Bremer nahm als Soldat am Ersten Weltkrieg teil und wurde verwundet. Bis in die 1940er Jahre war er freiberuflich als Kunstmaler in Berlin tätig. Danach war er in Birkenwerder ansässig. Sein künstlerisches Schaffen galt der Landschafts- und Stilllebenmalerei.
In der Zeit des Nationalsozialismus war Bremer Mitglied des Frontkämpferbunds bildender Künstler und der Reichskammer der bildenden Künste. Seine Teilnahme an 43 Ausstellungen in dieser Zeit ist sicher belegt, darunter 1939 bis 1943 die Großen Deutschen Kunstausstellungen in München. Joseph Goebbels erwarb dort mehrere Landschaftsaquarelle.
Vor und nach dem Zweiten Weltkrieg war Bremer 2. Schatzmeister im Verein Berliner Künstler, in den er Anfang der 1920er Jahre eingetreten war.

## Werke
- See in der Mark (Aquarell; ausgestellt 1939, Große Deutsche Kunstausstellung in München (GDK))[7]
- Bootswerft auf Rügen (Aquarell; GDK 1940)[7]
- Der Große Lychensee (Aquarell; GDK 1940; erworben von Goebbels)[7]
- Sommertag auf Rügen (Aquarell; GDK 1940)[7]
- Alte Havel in Birkenwerder (1945, Aquarell 49 × 65 cm; Albertinum)[8][9]
- Häuser und Gärten (1949, Aquarell 49 × 65 cm)[10][9]
- Fährstelle an der Havel (vor 1953, Aquarell, 47 × 63 cm)
- Erlen am See (vor 1953, Aquarell, 48 × 64 cm)
- Erlenbruch (Aquarell 49 × 65 cm; ausgestellt 1953, Dritte Deutschen Kunstausstellung)[11]

## Teilnahme an Ausstellungen in der DDR
- 1952: Bautzen, Görlitz und Zittau (Wanderausstellung „Berliner Künstler“)
- 1953: Dresden, Dritte Deutsche Kunstausstellung